# Acasta newmani
Acasta newmani is een zeepokkensoort uit de familie van de Archaeobalanidae. De wetenschappelijke naam van de soort is voor het eerst geldig gepubliceerd in 1999 door Van Syoc & Winther.